# Buffered oxide etch
Pour les articles homonymes, voir BOE.
Le buffered oxide etch (BOE - oxyde gravant tamponné) est une solution gravante utilisée en microfabrication. Cette solution est essentiellement utilisée pour graver des couches minces de dioxyde de silicium SiO2 ou de nitrure de silicium Si3N4.
Elle est composée d'un tampon, comme du fluorure d'ammonium NH4F, et d'acide fluorhydrique HF.

## Utilité
Dans le cas des couches minces, l'acide fluorhydrique concentré (généralement 49 % d'eau) réagit beaucoup trop vite avec le dioxyde de silicium pour avoir un bon contrôle sur la réaction. L'utilisation du BOE permet de rendre l'acide fluorhydrique un peu moins réactif, et donc d'avoir un meilleur contrôle sur la réaction.

## Caractéristiques
On trouve généralement dans le BOE un ratio 6:1 entre le fluorure d'ammonium et l'acide fluorhydrique. Ce type de solution est capable de graver une couche d'oxyde développé thermiquement avec un taux de 2nm par seconde, à 25 °C.